# Richmond 200 1953

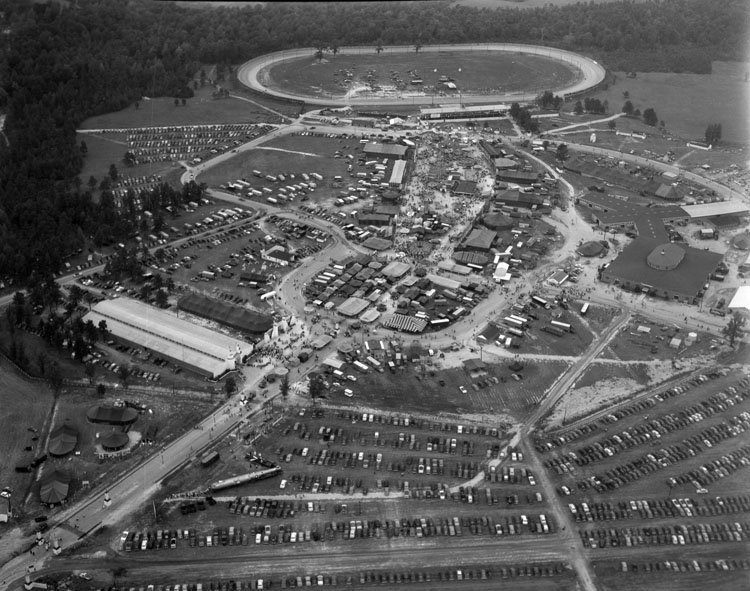
Atlantic Rural Exposition Fairgrounds 1952 med ovalbanan i bakgrunden och parkering och övriga faciliteter i förgrunden.

Richmond 200 1953 var ett stockcarlopp ingående i  Nascar Grand National Series (nuvarande Nascar Cup Series) som kördes 19 april 1952 på den 0,5 mile (0,804 km) långa ovalbanan Atlantic Rural Fairgrounds (nuvarande Richmond Raceway) i Richmond i Virginia. Totalt avverkades 100 miles (160,934 km) fördelat på 200 varv. Banunderlaget var dirt. Loppet vanns av Lee Petty i en Dodge på tiden 2:11.48 körande för Petty Enterprises. Pettys snitthastighet var 45,535 mph. Han var vid målgång ensam förare på ledarvarvet, ett varv före tvåan Dick Rathmann. Prispotten uppgick till 3 625 dollar, varvid 1 000 dollar gick till segraren.

## Resultat
| Plc     | Nr   | Förare            | Team/ bilägare     | Konstruktör | Start | Varv | Ledda varv |
| ------- | ---- | ----------------- | ------------------ | ----------- | ----- | ---- | ---------- |
| 1       | 42   | Lee Petty         | Petty Enterprises  | Dodge       | i.u.  | 200  | i.u.       |
| 2       | 120  | Dick Rathmann     | Walt Chapman       | Hudson      | i.u.  | 199  | i.u.       |
| 3       | 87   | Buck Baker        | Bob Griffin        | Oldsmobile  | 1     | 199  | i.u.       |
| 4       | 78   | Dick Passwater    | Frank Arford       | Oldsmobile  | i.u.  | 198  | i.u.       |
| 5       | 2    | Bill Blair        | Bill Blair         | Oldsmobile  | i.u.  | 198  | i.u.       |
| 6       | 44   | Ray Duhigg        | Julian Petty       | Oldsmobile  | i.u.  | 196  | i.u.       |
| 7       | 9    | Donald Thomas     | Herb Thomas Racing | Hudson      | i.u.  | 194  | i.u.       |
| 8       | 8    | Gene Comstock     | Gene Comstock]     | Hudson      | i.u.  | 194  | i.u.       |
| 9       | 19   | Fred Dove         | Fred Dove          | Plymouth    | i.u.  | 193  | i.u.       |
| 10      | 92   | Herb Thomas       | Herb Thomas Racing | Hudson      | i.u.  | 189  | i.u.       |
| 11      | 66   | Virgil Livengood  | Virgil Livengood   | Oldsmobile  | i.u.  | i.u. | i.u.       |
| 12      | 13   | Lou Johnson       | Lou Johnson        | Dodge       | i.u.  | i.u. | i.u.       |
| 13      | i.u. | Al Kent           | i.u.               | Henry J     | i.u.  | i.u. | i.u.       |
| 14      | 111  | Joe Bill O'Dell   | i.u.               | Ford        | i.u.  | i.u. | i.u.       |
| 15      | 55   | Bub King          | Bub King           | Oldsmobile  | i.u.  | i.u. | i.u.       |
| 16      | 46   | Ralph Liguori     | Al Wheatley        | Lincoln     | i.u.  | i.u. | i.u.       |
| 17      | 4    | Slick Smith       | i.u.               | Oldsmobile  | i.u.  | i.u. | i.u.       |
| 18      | 167  | Elton Hildreth    | Elton Hildreth     | Nash        | i.u.  | i.u. | i.u.       |
| 19      | i.u. | Buck Mason        | W.R. Quann         | Dodge       | i.u.  | i.u. | i.u.       |
| 20      | 7    | Jim Reed          | Jim Reed           | Ford        | i.u.  | i.u. | i.u.       |
| 21      | 12   | Jim Paschal       | George Hutchens    | Oldsmobile  | i.u.  | i.u. | i.u.       |
| 22      | 32   | Jimmie Lewallen   | R.G. Shelton       | Hudson      | i.u.  | i.u. | i.u.       |
| 23      | i.u. | Jim Lacy          | i.u.               | Dodge       | i.u.  | i.u. | i.u.       |
| 24      | 90   | Ollie Olson       | i.u.               | Hudson      | i.u.  | i.u. | i.u.       |
| 25      | 1    | Herschel Buchanan | Herschel Buchanan  | Nash        | i.u.  | i.u. | i.u.       |
| 26      | 31   | Al Keller         | George Miller      | Hudson      | i.u.  | i.u. | i.u.       |
| 27      | 71   | Coleman Lawrence  | Coleman Lawrence   | Ford        | i.u.  | i.u. | i.u.       |
| Källor: |      |                   |                    |             |       |      |            |